# گرماب (تربت حیدریه)
گرماب (تربت حیدریه)، روستایی از توابع بخش جلگه‌رخ شهرستان تربت حیدریه در استان خراسان رضوی ایران است.
اماکن دیدنی روستا امامزاده سید محمد است که در کوهسنگی گرماب واقع شده است که با مشارکت های مردمی و تلاش های شبانه روزی آقای محمد حسن خان گرمابی از بستر کانال ماگرمابیها در سه پیام رسان(تلگرام،ایتا،روبیکا)با آیدی مشترک @magarmabiha بسیار زیبا شده است .

## جمعیت
این روستا در دهستان بالارخ قرار دارد و براساس سرشماری مرکز آمار ایران در سال ۱۳۸۵، جمعیت آن ۵۲۷ نفر (۱۶۰خانوار) بوده‌است. و در سال ۱۳۹۵ جمعیت آن ۲۰۲۳نفر سر شماری شده است.